# Thomas Dworzak
Thomas Dworzak (Bad Kötzting, 1972) è un fotografo tedesco.

## Vita e Opere
Thomas Dworzak cresce a Cham, una piccola città della foresta bavarese. Frequenta il ginnasio Robert-Schuman, dove si diploma con una specializzazione in inglese, francese e storia.
È proprio in questi anni che comincia a viaggiare in Irlanda del Nord, Palestina e Iugoslavia. Subito dopo il diploma lascia la Germania e continua a viaggiare unendo l'apprendimento di nuove lingue con la sua passione per la fotografia.
Nel 1993 visita Tbilisi, dove rimane fino al 1998. In questi anni si interessa ai conflitti del Caucaso, alle diverse culture e persone che ci abitano. Il risultato è il libro "Kavkaz", dove le fotografie in bianco e nero si uniscono a citazioni di romanzi appartenenti alla letteratura romantica russa (Tolstoy, Pushkin, Lermontov).
Nel 1999 documenta la critica situazione del Kosovo, facendo perlopiù servizi per US News e reportage.
Nel 2000 Dwozark torna in Cecenia e documenta la guerra a Groznyj.
Nel 2004 diventa un membro di Magnum Photos. Negli anni successivi agli attentati dell'11 Settembre comincia a documentare le guerre in Afghanistan, Iraq e il loro impatto negli Stati Uniti. Durante un servizio in Afghanistan per The New Yorker si imbatte in dei ritratti da studio di soldati afghani, i quali costituiranno i soggetti del libro "Taliban". Successivamente con le immagini da lui scattate durante la permanenza in Iraq pubblica il suo secondo libro "M*A*S*H* I*R*A*Q". La raccolta fornisce delle testimonianze visive della vita sul fronte di guerra durante i conflitti tra USA e Iraq, includendo anche dei fermo immagine tratti dalla serie televisiva M*A*S*H.
Dal 2005 al 2008 lavora come fotografo per TIME Magazine coprendo news internazionali come l'uragano Katrina, Haiti e le campagne presidenziali americane.
Nel 2015 comincia a documentare la crisi migratoria in Europa, dando vita al libro "Europa". Si tratta di una guida illustrata dell'Europa per migranti e rifugiati che è stata distribuita gratuitamente ad essi.
Di 2017 a 2020 è stato il presidente di Magnum Photos.

## Opere
- Thomas Dworzak, Jon Lee Anderson, Thomas Rees, Taliban, Trolley Books, 2003 ISBN 978-0954264857
- Thomas Dworzak, M*A*S*H* I*R*A*Q, Trolley Ltd, 2007, ISBN 978-1904563600
- Thomas Dworzak, Kavkaz, Schilt Publishing, 2010, ISBN 978-9053306994
- Thomas Dworzak, Europa, 2016
- Thomas Dworzak, « Beyond Sochi », 2014